# Camerun francese
Il Camerun francese (in francese Cameroun français) è stato un territorio sorto nel 1920 dallo smembramento del Camerun tedesco, che aveva portato alla contestuale nascita del Camerun britannico. Il territorio era amministrato dalla Francia sotto forma di mandato della Società delle Nazioni.

## Storia
Il Camerun fu affidato alla Francia sotto forma di mandato dalla Società delle Nazioni nel 1920, in seguito alla sconfitta tedesca nella prima guerra mondiale.
Coinvolto marginalmente dagli eventi della seconda guerra mondiale, il mandato fu confermato dall'ONU come amministrazione fiduciaria.
Durante la Seconda guerra mondiale, il Camerun francese rimase sostanzialmente sotto il controllo delle forze della Francia libera.
Nel 1960 la Francia rinunciò alle proprie pretese sulla zona, dichiarando la nuova e indipendente Repubblica del Camerun. L'anno successivo si tennero nel Camerun inglese una serie di referendum per stabilire il futuro del territorio, in vista dell'indipendenza. La parte settentrionale della colonia chiese di unirsi alla Nigeria, mentre la parte meridionale votò per confluire nel Camerun indipendente.

Evoluzione delle frontiere del Camerun tra il 1901 ed il 1962

## Economia
Alla fine degli anni '50, il settore principale era costituito dall'agricoltura. Tra le colture alimentari, spiccavano il sorgo, la manioca e il mais, seguite da riso e patate dolci. 
Nel settore delle esportazioni, al primo posto si collocava il cacao, seguito da arachide, sesamo, caffè e banane. D'importanza minore le colture di tabacco e cotone. 
In crescita era lo sfruttamento delle foreste per legno d'ebano e altre tipologie e per olio di palma. 
Era invece marginale il settore dell'allevamento, diffuso perlopiù nella zona settentrionale del paese. 
Limitato era anche lo sfruttamento minerario, con piccoli giacimenti d'oro, argento e soprattutto stagno; l'industria risultava particolarmente arretrata, anche per la mancanza di fonti di energia moderne.

## Popolazione
Nel 1939, su oltre 2,6 milioni di abitanti, la maggioranza (1,5 milioni) era di origine Bantù, presente soprattutto sulla costa e nelle regioni meridionali; all'interno predominava l'etnia sudanese (800.000), mentre gli europei erano una ristretta minoranza (2.791 coloni); la religione preponderante era il paganesimo, seguita dall'islam e dal cattolicesimo (208.000 fedeli).